# Tiyaran
Tiyaran is een bestuurslaag in het regentschap Sukoharjo van de provincie Midden-Java, Indonesië. Tiyaran telt 2710 inwoners (volkstelling 2010).